# دوغ هيريك
دوغ هيريك (بالإنجليزية: Doug Herrick)‏ هو لاعب كرة قدم أمريكي في مركز حراسة المرمى، ولد في 2 يونيو 1989 في سياتل في الولايات المتحدة. شارك مع منتخب غوام لكرة القدم. أما مع النوادي، فقد لعب مع Charlotte Eagles ‏.

## وصلات خارجية
- دوغ هيريك على موقع الدوري الأمريكي (الإنجليزية)
- دوغ هيريك على موقع قاعدة بيانات كرة القدم.إي يو (الإنجليزية)
- دوغ هيريك على موقع ناشيونال فوتبول تيمز (الإنجليزية)
- دوغ هيريك على موقع Soccerway.com (الإنجليزية)